# La Métamorphose des cloportes (film)
Pour plus de détails, voir Fiche technique et Distribution.
La Métamorphose des cloportes est un film franco-italien réalisé par Pierre Granier-Deferre, sorti en 1965, adaptation du roman du même nom d'Alphonse Boudard.

## Synopsis
Edmond (Charles Aznavour), Arthur (Maurice Biraud) et Rouquemoute (Georges Géret) sont trois voyous minables. Ils sont sur un « coup ». Pour percer le coffre, il leur faut un chalumeau spécial. La vieille Gertrude (Françoise Rosay) fournit le matériel au « milieu » mais n'est pas prêteuse ; elle exige trois cents billets que Rouquemoute transforme aussitôt en trois « briques » pour trois heures de location. Edmond réussit à convaincre son ami d'enfance Alphonse (Lino Ventura) dit  « Le Malin », habile voleur de tableaux, de vendre un tableau de Braque pour avancer les fonds et de se joindre à eux, lui faisant miroiter un supposé gros magot, le coffre contiendrait cent « briques ». L'équipe part au travail mais l'affaire ne se déroule pas comme prévu. Alphonse constate que ses trois associés provisoires sont maladroits mais surtout, l'arrivée inopinée d'un vigile les fait paniquer et prendre la poudre d'escampette. « Le chef » se retrouve tout seul, est arrêté et condamné à cinq ans de réclusion. Alphonse passe son séjour en prison sans recevoir ni visite, ni colis. Il rumine longuement sa vengeance, ne pouvant oublier la lâcheté de ses complices, lesquels ont aussi pillé son appartement. Il réserve aussi un sort spécial à « Tonton » (Pierre Brasseur), receleur de ses tableaux, lequel s'est enrichi sur son dos de manière considérable. Coûte que coûte, il va retrouver et écraser sans pitié, ces « cloportes ». Mais dès sa sortie de prison, l'inspecteur Lescure (Daniel Ceccaldi) a l'œil sur lui et il ne l'entend pas de cette oreille.

Principaux rôles
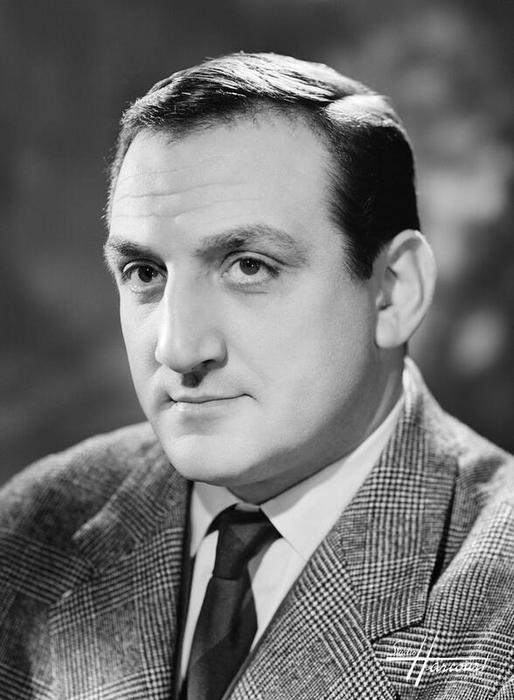
Lino Ventura (Alphonse Maréchal)
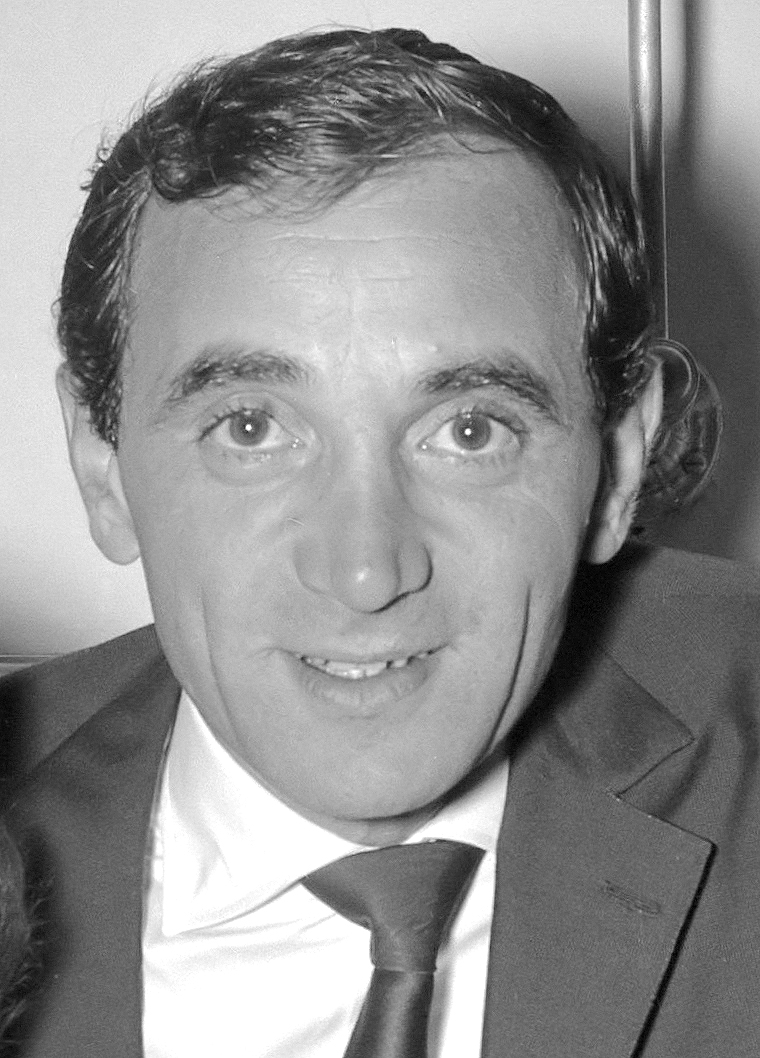
Charles Aznavour (Edmond Clancul)
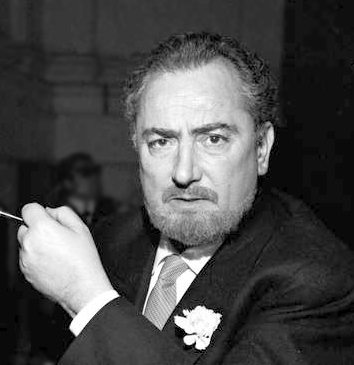
Pierre Brasseur (Demulder)
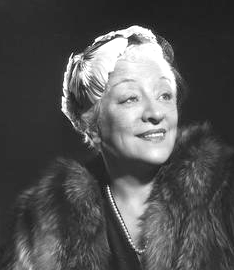
Françoise Rosay (Gertrude)
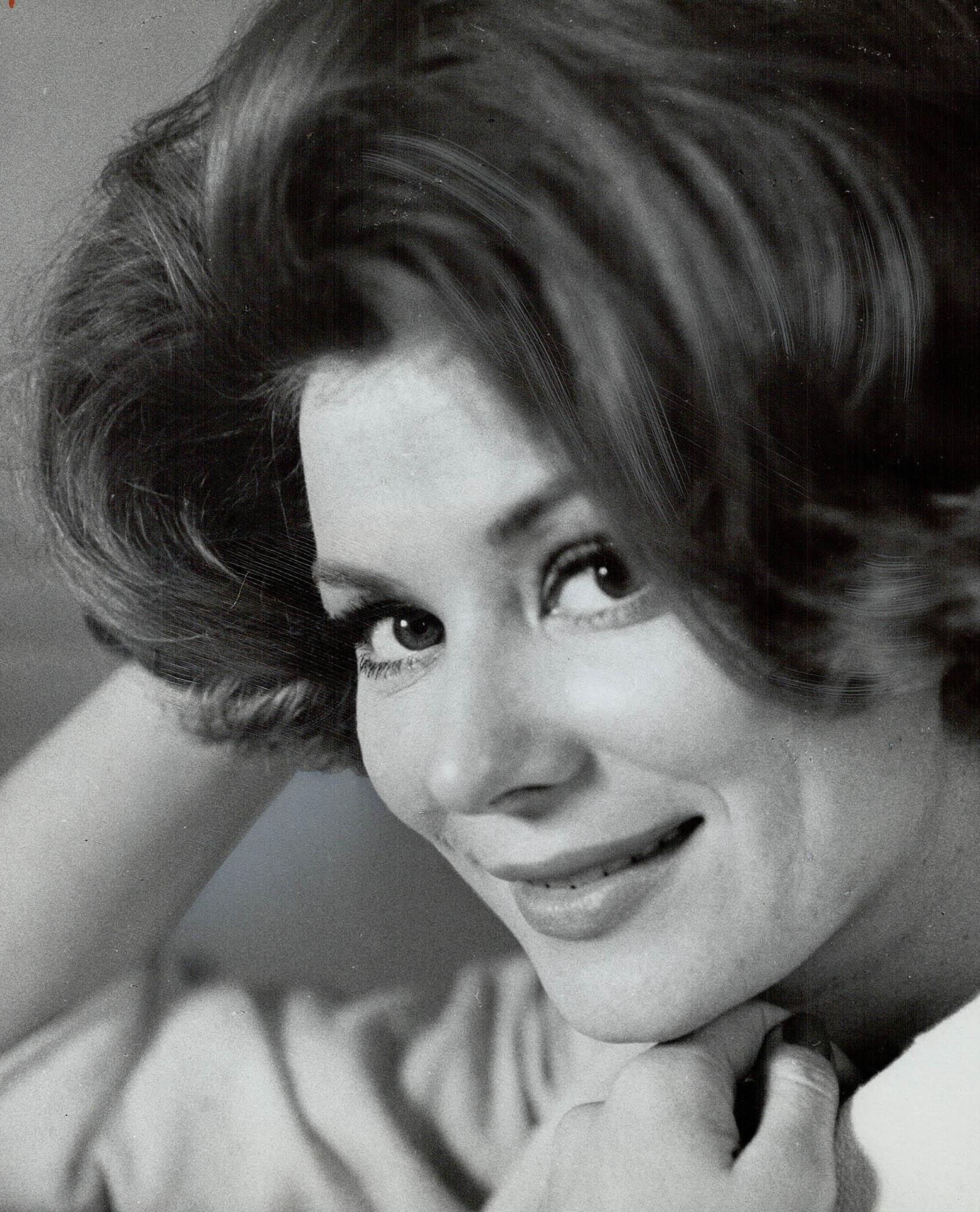
Irina Demick (Catherine Verdier)
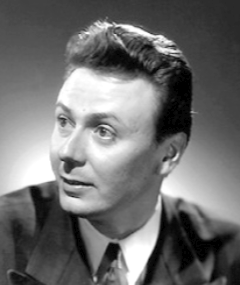
Maurice Biraud (Arthur)
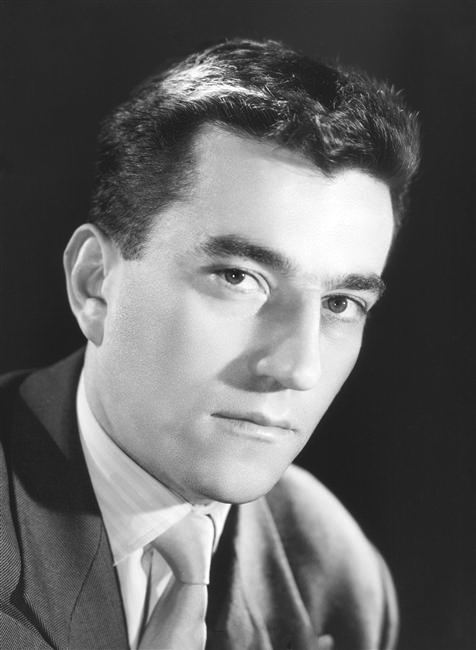
Georges Géret (Rouquemoute)
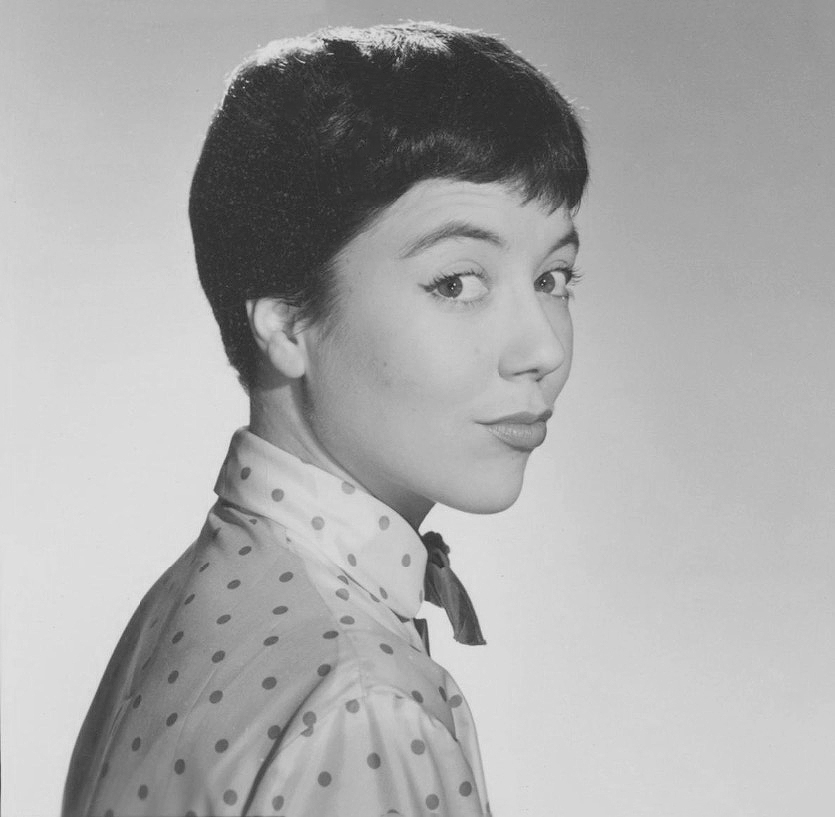
Annie Fratellini (Léone)
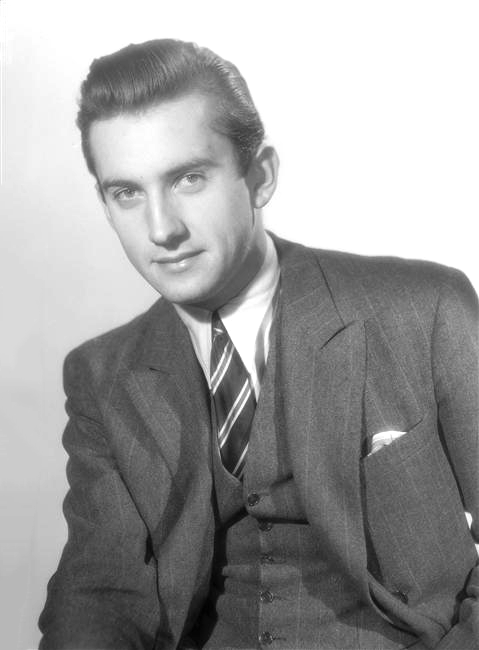
Daniel Ceccaldi (l'inspecteur Lescure)
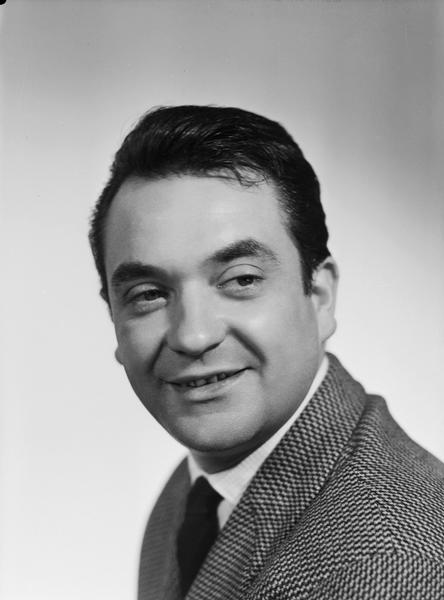
Jean Carmet (le critique d'art)

## Fiche technique
- Réalisation : Pierre Granier-Deferre
- Scénario : D'après le roman du même nom d'Alphonse Boudard (Éditions Plon)
- Adaptation : Albert Simonin
- Dialogue : Michel Audiard
- Assistant réalisateur : Jean-Michel Lacor, Jean-Pierre Petrolacci et Patrice de Balliencourt
- Photographie : Nicolas Hayer
- Cadreur : Philippe Brun, assisté d'Yves Rodallec et Arlette Massay
- Son : Jean Labussière, assisté de Yves Dacquay et Jean Bareille
- Musique : Jimmy Smith (éditions Hortensia)
- Décors : Jacques Saulnier, assisté de Georges Glond et Gérard Viard
- Montage : Jean Ravel, assisté de Hélène Muller et Mireille Joly
- Scripte : Hélène Sébillote
- Photographe de plateau : Dimitri Fedotoff
- Production : Bertrand Javal, Edward-C. Leggewie, Mario Argentieri
- Sociétés de production : Les Films du Siècle ; Produzioni artistiche internazionali (Roma)
- Directeur de production : Paul Joly
- Distribution en France : 20th Century Fox
- Tirage : Laboratoire Franay L.T.C Saint-Cloud
- Générique : Jean Fouchet
- Format : Noir et blanc - 35 mm - 2,35:1 (Franscope) - Mono
- Tournage : Studios de Billancourt, Paris-Studio-Cinéma
- Pays de production : France, Italie
- Genre : Comédie
- Durée : 95 minutes
- Dates de sortie : 
  - Italie : 8 septembre 1965
  - France : 1er octobre 1965
- (fr) Classification CNC : tous publics (visa d'exploitation no 30182 délivré le 13 septembre 1965)[1]

## Distribution
- Lino Ventura : Alphonse Maréchal dit « Le Malin », un truand qui a été lâché par ses complices
- Charles Aznavour : Edmond Clancul dit « Le Naïf », un ancien complice d'Alphonse, devenu faux fakir.
- Pierre Brasseur : Demulder dit « Tonton le Brocanteur », un receleur devenu marchand d'art
- Irina Demick : Catherine Verdier, la gérante d'une galerie d'art qui travaille pour Tonton
- Françoise Rosay : Gertrude, une spécialiste en fournitures du « milieu »
- Maurice Biraud : Arthur dit « Le Mou », un ancien complice d'Alphonse
- Georges Géret : « Rouquemoute », ou « Le Rouquin », un ancien complice d'Alphonse
- Annie Fratellini : Léone, la prostituée, femme de Rouquemoute
- Daniel Ceccaldi : l'inspecteur de police Lescure
- Georges Chamarat : M. Clancul
- Jean Carmet : le critique d'art efféminé
- Marie-Hélène Dasté : Mme Clancul
- Georges Blaness : Omar
- Marc Arian : le domestique de Tonton
- Arlette Balkis : une adoratrice
- Marcel Bernier : un ami d'Alphonse
- Dorothée Blanck : la fille à l'hôtel particulier
- Marcel Charvey : un visiteur de la galerie
- Michel Dacquin : le barman de la boîte
- Michel Duplaix : le maître d'hôtel
- Marius Gaidon : un extra
- Michel Garland : un visiteur de la galerie
- Jacques Marchand : un visiteur de la galerie[réf. nécessaire]
- François Mirante : l'autre inspecteur de police
- Laure Paillette : la femme à la fenêtre
- Renée Passeur : l'amie de Léone
- Paul Pavel : un client du cabaret
- Émile Riandreys : l'employé de l'agence de placement
- André Rouyer : un client du cabaret
- André Thorent : un client du cabaret
- François Valorbe : l'employé de l'agence de placement
- Dominique Zardi : un prisonnier
- François Dalou : un inspecteur de police
- Albert Daumergue : un autre extra
- Donald O'Brien : un visiteur de la galerie
- Patricia Scott : Élisabeth
- Norman Bart : un visiteur de la galerie
- Roger Lecuyer : le passant sur le trottoir qui regarde la vitrine
- Jean-Pierre Caussade
- Carlos da Silva : un visiteur de la galerie

## Appréciation critique
« C'est pas du grand art, c'est du Boudard adapté par Simonin. Et Granier-Deferre signe là une mise en scène efficace. Le plaisir vient surtout des dialogues d'Audiard, qui s'offre un festival de bons mots. »

— Isabelle Danel, Télérama

« Les dialogues et les « bons mots » de Michel Audiard qui, des Barbouzes aux Tontons flingueurs – pour ne citer qu'eux – contribuent à la popularité des films policiers, on les retrouve dans cette Métamorphose des cloportes de Pierre Grenier-Defferre (Le Petit Garçon de l'ascenseur, Les Aventures de Salavin). Et aussi, bien sûr, des acteurs connus (Charles Aznavour, Pierre Brasseur, Maurice Biraud) incarnant un groupe d'escrocs dont le surnom de cloportes symbolise la stupéfiante bassesse. Le plus pur et, dans son rôle, le plus talentueux, Lino Ventura luttera seul pour se venger d'eux.
Monde médiocre, film médiocre, avec, dans un climat de faux réalisme, de déplaisants moments de vulgarité. »

— Yvonne Baby, Le Monde, 5 octobre 1965.

## Box-office
Sorti en octobre 1965, La Métamorphose des cloportes a totalisé 905 484 entrées, dont 267 716 à Paris. Il s'agit donc d'un demi-échec commercial à une époque où Lino Ventura drainait entre deux et trois millions de spectateurs dans les salles de cinéma.

## Autour du film
- Certaines scènes du film utilisent comme décor naturel le Castel Henriette[6] (1899) d'Hector Guimard, (situé rue des Binelles à Sèvres - Hauts-de-Seine) qui devait être démoli quelques années plus tard, en 1969.
- Une scène est tournée à l'hippodrome de Vincennes (où Lino Ventura vient demander des comptes à Maurice Biraud)[7].
- D'autres scènes sont tournées, boulevard de la Bastille (vol de la camionnette, au début du film), rue de Seine ou rue Dauphine (où  est située la Galerie Demulder).
- Les années de prison d'Alphonse sont rythmées par les actualités cinématographiques de l'époque (les années soixante) et à la fin de chaque année le commentateur indique : « et Jacques ANQUETIL gagne le Tour de FRANCE ».